# Chiesa di Sant'Anna (Faido)
La chiesa di Sant'Anna è un edificio religioso tardobarocco che si trova a Cavagnago, frazione di Faido.

## Storia
L'edificio fu costruito nel XV secolo, ma il suo aspetto attuale risale alla radicale modifica apportata nel Settecento. Della chiesa precedente restano l'affresco cinquecentesco che raffigura Sant'Anna Metterza e il campanile, dotato di tetto a padiglione e risalente al 1675. Fra il 1933 e il 1934 la chiesa subì un rinnovamento, che si concentrò in particolar modo sul ripristino degli affreschi. Un altro restauro fu effettuato fra il 1982 e il 1984.